# Ропуха живородна
Ропуха живородна (Nimbaphrynoides occidentalis) — єдиний вид земноводних роду Ропуха Німби родини Ропухові. Інша назва «західна ропуха Німби». Має 2 підвиди.

## Опис
Загальна довжина досягає 2—3 см. Голова невелика. Очі середнього розміру з округлими зіницями та чорною райдужною. Надочні дуги підняті. Тулуб стрункий. Кінцівки добре розвинені, 4 пальці витягнуті. Забарвлення переважно чорне або темно-коричневе, з боків та на кінцівках присутні світлі плями.

## Спосіб життя
Полюбляє гірські луки, обирає місця де під ґрунтом є породи, що мають тріщини та надають їй схованку. Температура повітря в місцях проживання не опускається нижче 12 °C. Зустрічається на висоті 900–1600 м. Однак при цій температурі вона вже малоактивна і перестає полювати на здобич. Лише за 20 °C живородна ропуха жваво годується, перш за все мурашками і павуками, рідше — молюсками, червами. У липні і серпні спостерігається максимальна активність цієї ропухи. У період посухи з грудня по лютий вона неактивна, залазить у тріщини скель або заривається у ґрунт.
Першими залишають схованку дорослі самки. Потім протягом березня — квітня з'являються статевонезрілі особини і нарешті самці.
Це єдиний живородний вид всього ряду безхвостих. Парування починається у серпні і досягає максимуму у вересні — жовтні. Воно відбувається вдень, може продовжуватися і вночі. Триває від декількох годин до цілого дня. Самці тримаються при цьому нерухомо, а самиці невтомно переступають з лапи на лапу. Запліднені самиці відразу ж ховаються у схованку, де і проводять весь період посухи.
Яйця розвиваються в нижньому відділі яйцепроводів, що розширюється. На світ з'являється цілком сформувана ропуха. Самиця несе від 1 до 22 зародків, частіше їх буває 4—12. Розвиток зародків відбувається за рахунок жовтка у великих яйцях. У диханні ембріонів бере участь хвіст, багатий кровоносними судинами. Масове народження дитинчат припадає на початок червня, але триває до кінця місяця, а якщо період дощів затягується, то і до початку липня.
Самиці, як правило, розмножуються 2 рази в житті і залишають потомство в цілому з 18—20 особин.

## Розповсюдження
Мешкають на схилах гори Німба (звідси походить й назва усього роду): на територіях країн Гвінея, Ліберія та Кот-д'Івуар.

## Підвиди
- Nimbaphrynoides occidentalis occidentalis
- Nimbaphrynoides occidentalis liberiensis